# مسجد تنعیم
مسجد تنعیم از مسجدهای شهر مکه است.

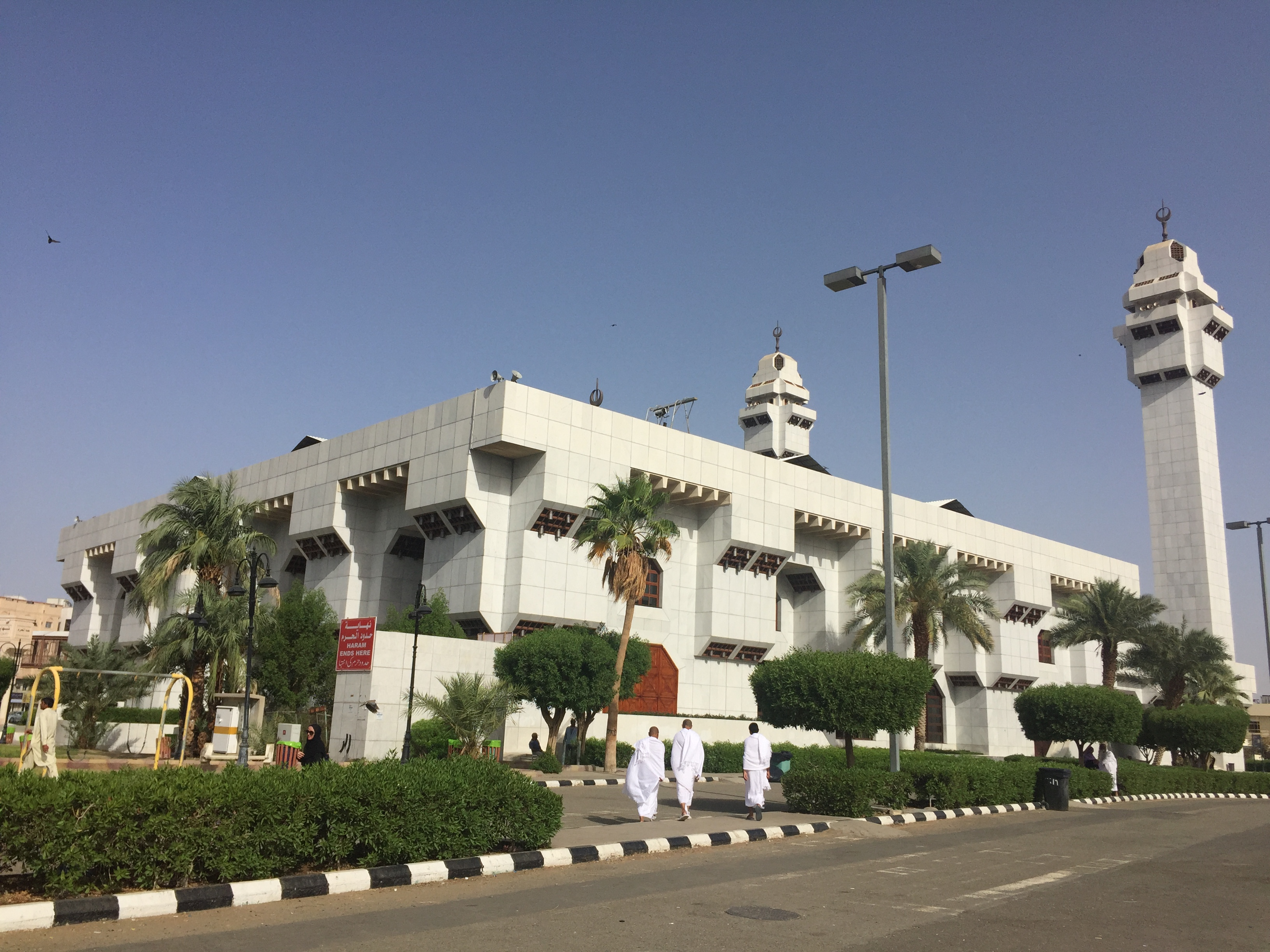
نمایی از مسجد تنعیم، از مساجد شهر مکه، عربستان سعودی - ۲۰۱۶

این مسجد بر سر راه مدینه به مکه در مدخل ورودی مکه قرار دارد. مساحت آن به ۱۲۰۰ متر مربع می‌رسد.
مسجد تنعیم یکی از میقات‌ها بوده و نقطه آغازین حرم است.